# Juguete de cuerda

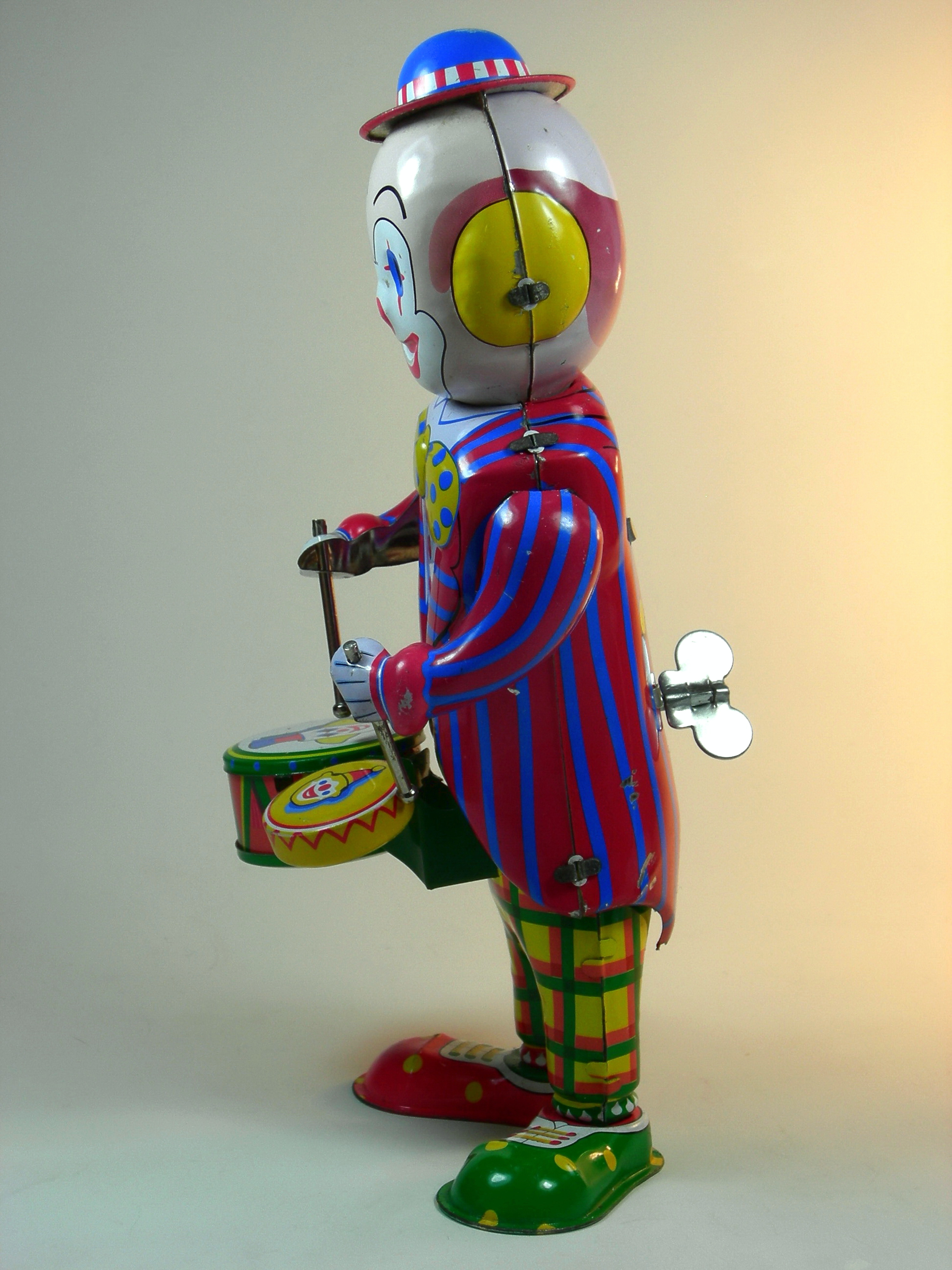
Un payaso de juguete de cuerda, cuya llave de cuerda está visible en la parte posterior del juguete.

Un juguete de cuerda es un juguete autómata impulsado por un motor de relojería.

## Fondo
Los autómatas construidos con fines artísticos, de entretenimiento y de simulación han sido descritos desde la antigüedad, en casos como el de Herón de Alejandría, que diseñó pájaros mecánicos durante el Período helenístico. A Leonardo da Vinci se le atribuye frecuentemente la construcción de un león mecánico, que regaló al rey Francisco I en Lyon en 1515. Aunque no queda constancia de los diseños originales del dispositivo, una recreación de esta pieza se conserva en el Château du Clos Lucé . 

Existe cierta desinformación con respecto a la contribución de Regiomontano y su supuesta construcción de un águila y una mosca mecánicas capaces de volar, que con frecuencia se consideran los primeros juguetes de cuerda. Esta historia de un águila que voló desde Núremberg para saludar a Federico III, junto con la de una mosca que podía circular por la habitación antes de volver a la mano de su inventor, fue difundida por Petrus Ramus después de una visita a Núremberg en 1571, y es aparentemente falsa. Es más, varios sitios de Internet atribuyen estas invenciones a un tal Karel Grod, pero hay poca evidencia que sugiera su existencia.Es posible que René Descartes haya intentado construir algunos autómatas. Según la leyenda, una niña humana de tamaño natural que funcionaba a cuerda fue descubierta en su equipaje a bordo de un barco en el que viajaba a Suecia, y fue arrojada por la borda por orden del capitán del barco.

## Historia
Después de que el arte de las máquinas de cuerda, más grandes y elaboradas, perdió interés, hacia el siglo XIX se empezaron a crear juguetes de cuerda en grandes cantidades y a bajo precio. Las máquinas de cuerda se conocieron como juguetes de cuerda y fueron diseñadas en diferentes formas para poder moverse. Los fabricantes de juguetes europeos crearon y produjeron en masa los primeros juguetes de hojalata con mecanismo de cuerda a finales de la década de 1880. Durante los siguientes 60 a 70 años, más fabricantes crearon diseños más complejos. La tendencia se detuvo con la introducción de la pequeña y económica batería alcalina en la década de 1960, que permitió que los motores funcionaran sin un mecanismo de cuerda. Durante los siguientes 20 años, los juguetes de cuerda perdieron popularidad.
Los robots de cuerda de plástico empezaron a fabricarse en 1977, cuando la empresa japonesa Tomy fabricó un robot que caminaba (Rascal Robot). La capacidad de Tomy para construir engranajes y piezas de plástico pequeños y precisos les permitió reducir el tamaño de la caja de engranajes (que alberga el mecanismo de transmisión por resorte).